# Grote Prijs Stad Zottegem 1996
Il Grote Prijs Stad Zottegem 1996, sessantunesima edizione della corsa, si svolse il 20 agosto 1996 su un percorso di 166 km, con partenza e arrivo a Zottegem. Fu vinto dal belga Chris Peers della Collstrop-Lystex davanti ai suoi connazionali Peter Van Petegem e Peter Naessens.

## Ordine d'arrivo (Top 10)
| Pos. | Corridore         | Squadra                     | Tempo    |
| ---- | ----------------- | --------------------------- | -------- |
| 1    | Chris Peers       | Collstrop-Lystex            | 4h07'26" |
| 2    | Peter Van Petegem | TVM-Farm Frites             |          |
| 3    | Peter Naessens    | Ipso-Asfra Racing Team      |          |
| 4    | Danny Clark       | RDM-New Systems             |          |
| 5    | Paul Giles        |                             |          |
| 6    | Michel Cornelisse | TVM-Farm Frites             |          |
| 7    | Hendrik Redant    | TVM-Farm Frites             |          |
| 8    | Marc Patry        | Vlaanderen 2002-Eddy Merckx |          |
| 9    | Andy De Smet      | Ipso-Asfra Racing Team      |          |
| 10   | Willy Willems     | Tönissteiner-Saxon          |          |